# L'ottava nota - Boychoir
L'ottava nota - Boychoir (Boychoir) è un film del 2014 diretto da François Girard.

## Trama
Stet, un problematico dodicenne di Odessa, in Texas, vive con la madre, dipendente dall'alcol. Stet, che ha un naturale talento per il canto (notato dalla preside della sua scuola), è nato dalla relazione con un facoltoso uomo sposato e con figli, determinato a mantenere il segreto. Quando la donna trova la morte in un incidente stradale, il padre lo fa entrare alla National Boychoir Academy, un'accademia di musica d'élite specializzata nelle voci bianche. Completamente fuori dal suo elemento, Stet si ritrova in una battaglia di volontà con l'esigente maestro Carvelle del coro dell'accademia, che riconosce nel ragazzino un talento unico e lo spinge a trovare l'anima creativa della musica, favorendo il suo ricongiungimento con il padre.

## Produzione
Le riprese del film si svolgono nello Stato di New York e nel Connecticut, nelle città di Stamford, New Haven e Fairfield, nella Fairfield University e negli edifici dell'ex Saint Joseph's Seminary, ultima sede dell'American Boychoir School.

## Distribuzione
Il film è stato presentato al Toronto International Film Festival il 5 settembre 2014.
La pellicola è stata distribuita nelle sale cinematografiche americane a partire dal 3 aprile 2015 in versione limitata di copie. In Italia il film è uscito direttamente in home video il 5 dicembre 2016, distribuito dalla Koch Media.